# Colin Greenwood
Colin Charles Greenwood (Oxford, 26 de junho de 1969) é o baixista da banda inglesa Radiohead. Entrou para o Rock and Roll Hall of Fame como integrante da banda em 2019.
Colin Greenwood frequentou o colégio interno Abingdon, onde conheceu Thom Yorke. É o irmão mais velho de Jonny Greenwood, também membro da banda.
Colin é geralmente descrito como o intelectual da banda, tendo concluído seus estudos em Literatura Americana moderna na Universidade de Cambridge. Sua esposa, Molly McGrann, com quem casou em dezembro de 1998, é uma crítica literária americana e romancista; eles têm três filhos, Jesse, nascido em dezembro de 2003, Asa, nascido em dezembro de 2005 e Henry, nascido em dezembro de 2009. Eles vivem em Oxford.